# 古代社会
『古代社会』（こだいしゃかい、英語: Ancient Society）は、1877年よりアメリカ合衆国の人類学者ルイス・H・モーガンにより書かれた本。 彼は親族構造や社会組織のデータに基づき論理を構築した。『古代社会』に先立ち、1871年の論文 「親等以内の親族との親和性を人類家族の構造」において、モーガンは進化主義の視座から人類発展の3段階の歴史を描いた。すなわち、Savagery（原始文化）段階から、Barbarism（野蛮）段階へ、そして 文明段階へというものである。カール・マルクス、フリードリヒ・エンゲルスに代表されるような近代ヨーロッパの社会理論家はモーガン的な社会構造論と唯物論的文化に影響を受けている。代表的な著作としてエンゲルスの『家族・私有財産および国家の起源』（1884年）が挙げられる。

## 進歩の概念
モーガンの思想の根幹にあるのは、「進歩」である。彼はそれを、男性が「最下層」からその地位を「苦労して獲得」してきた「地位」に従って形成された社会「状態」の「経路」と考えた。進歩は「歴史的に人間の家族全体に当てはまる」が、そのあり方は一様ではない。家族の異なる分岐は、異なる状態への「人類の進歩」を証明している。彼は、特殊な理由により均一性からの逸脱を伴うものがあるとしても、「地位」が普遍的に適用されるもの、実質的に同種のものと考えていた。モーガンはそれにより、「人間発達の主要な段階」を見分けることを望んでいた。

## 日本語への翻訳
最初の全訳としては、1924年に高畠素之・村尾昇一共訳として而立社から上下2巻本で出版された『古代社会』が挙げられる。その後1930年に、共生閣から山本琴・佐々木巌訳として出ている『古代社会』があるが、これは山本三吾の訳によるものである。1931年には荒畑寒村訳『古代社会』が改造社から出ている。